# Почивалін Микола Михайлович (письменник)
Почивалін Микола Михайлович (7 квітня 1921, с.Баничі — 25 січня 1988, м.Пенза) — російський радянський поет, прозаїк, автор нарисів, член Спілки журналістів СРСР, член Союзу письменників СРСР, учасник Другої світової війни.

## Народження
Народився в родині лісничого у с. Баничі на Чернігівщині (нині Глухівський район Сумської області). Коли С.Почиваліну було сім років родина переїхала у 1928 році в село Поспеловка, Пензенської губернії — місце, яке сам Микола Михайлович вважав своєю батьківщиною.

## Навчання
Навчався у Кузнецькій середній школі. Перші вірші й оповідання написав ще школярем. Вони були опубліковані у місцевій пресі. Після закінчення десятирічки почав працювати в Кузнецькій районній газеті літературним співробітником. Газетну роботу любив безмежно, вона стала його професією.

## Бойові дії
У роки Другої світової війни служив співробітником в армійській пресі, потім у стрілецькому полку.

## Будівельник та літератор
Після війни працював на будівництві московського метро.
Літературна діяльність у М. Почиваліна переважила і він почав знову працювати в газетах Казахстану та Сибіру. Одночасно писав літературні твори тапублікувався в обласних і республіканських газетах.
З 1953 року Микола Михайлович починає працювати професійним літератором:
- Перші книги: «Щастя» (1951), «Прості люди» (1951 р.), «Сибірська зошит» (1954 р.).
- Перша велика повість «Юність» (1954 р.) — про військові журналістів, багато в чому автобіографічна.

Загалом М. Почівалін — автор 60 книг.
Повість «Після зими» (1958) переведена на угорську мову, а — «Летять наші роки» (1963) — на болгарську.

## Творчий доробок
- Почивалин Н. М. Выстрел на окраине. — Саратов: Приволжское книжное издательство, 1966.
- Почивалин Н. М. Избранные произведения в 2-х томах. Том 1. Москва: Художественная. литература, 1980
- Почивалин Н. М. Избранные произведения в 2-х томах. Том 2. (1980)
- Почивалин Н. М. Летят наши годы: Повести. Сборник. Саратов: Приволжское книжное издательство, 1964.
- Почивалин Н. М. Роман по заказу: Роман и рассказы. Москва: Издательство «Современник», 1975. — Новинки «Современника»

## Пам'ять
У м. Пенза на будинку № 72 по вулиці Володарського, де жив і творив Микола Почівалін 28 червня 2012 року була відкрита меморіальна дошка письменнику.
Похований на Новозахідне кладовище (Пенза)Новозахідному кладовищі у м. Пенза.